# 玉井豪
玉井☆豪（日语：／ Tamai Tsuyoshi），日本男編劇。

## 來歷、人物
1997年，以電視動畫《MAZE☆爆熱時空》作為編劇出道。他偶爾也會負責[劇本統籌]]的工作。
直到2000年，他一直以「玉井豪」這個名字活動，但在同年將其更改為現在的名字（姓名中間夾著星星記號）。

## 參加作品
粗體字表示劇本統籌作品。

### 電視動畫
1996年
- 烏龍派出所（—2004年，編劇）

1997年
- MAZE☆爆熱時空（編劇）
- 怪博士與機器娃娃 (1997年版)（—1999年，編劇）

1998年
- 失落的宇宙（編劇）

2000年
- 六門天外（編劇）
- 櫻花大戰TV（編劇）
- 無敵王Trizenon（日语：無敵王トライゼノン）（編劇）

2001年
- （編劇）
- 戀愛占卜師（編劇）
- 逮捕令 SECOND SEASON（編劇）

2002年
- 青出於藍（編劇）
- Chobits（編劇）
- 魔法咪路咪路（編劇）
- 真·女神轉生D 惡魔之子 光之書與闇之書（編劇）

2003年
- 高橋留美子劇場 人魚之森（編劇）
- 蒲公英之戀（編劇）

2004年
- 薔薇少女 (2004年版)（編劇）
- KURAU Phantom Memory（日语：KURAU Phantom Memory）（編劇）

2005年
- B傳說！戰鬥彈珠人 炎魂（編劇）
- 薔薇少女 彷如夢境（編劇）

2006年
- 犬神！（編劇）

2007年
- 天翔少女（編劇）

2008年
- 強襲魔女（編劇）
- 乃木春香的秘密（編劇）

2010年
- 大小姐×執事！[1]（編劇）
- 更多出包王女（編劇）

2012年
- 王者天下（編劇）

2013年
- 蘿球社！SS（編劇）

2014年
- 人生諮詢電視動畫「人生」（編劇）
- 桃心之劍（編劇）

2015年
- Battle Spirits 烈火魂（編劇）
- 比基尼戰士（編劇）
- 洲崎西 THE ANIMATION（編劇）

2016年
- 火星異種 復仇（編劇）
- Battle Spirits Double Drive（編劇）
- Active Raid -機動強襲室第八係-（編劇）
- 虎面人W（編劇）

2017年
- 動作女英雄 水果應援團（編劇）

2018年
- Lostorage conflated WIXOSS（編劇）
- 叛逆性百萬亞瑟王[2]（編劇）

2019年
- 粉彩回憶[3]（編劇）
- 魔法禁書目錄III（編劇）
- 科學一方通行（編劇）

2020年
- 闇影詩章（編劇）

2021年
- WIXOSS DIVA(A)LIVE（日语：WIXOSS DIVA(A)LIVE）（編劇）
- 魔法科高中的優等生（編劇）

### 電影動畫
2007年
- 犬神！THE MOVIE 特命靈的搜査官 假名史郎！（編劇）

### OVA
2002年
- 魔法護士小麥（編劇）
- YOU'RE UNDER ARREST ～逮捕令～（編劇）

2004年
- 先行者 THE MOVIE（日语：ねとらん者 THE MOVIE）（草圖原案）

2012年
- 乃木坂春香的秘密 Purezza♪（編劇）

## 相關項目
- 日本動畫師列表（日语：アニメ関係者一覧）

## 外部連結
- 玉井豪的X（前Twitter） （日語）